# 島田市立総合医療センター
島田市立総合医療センター（しまだしりつそうごういりょうセンター）は、静岡県島田市にある、島田市が運営する病院である。

## 歴史

### 島田市立市民病院関係
- 1946年（昭和21年）4月11日 - 島田町立診療所開設。
- 1948年（昭和23年）1月1日 - 市制施行により市立となる。
- 1950年（昭和25年）1月1日 - 島田市立病院に改称（病床20床）
- 1957年（昭和32年）12月13日 - 島田市民病院診察開始（一般98床、結核52床、伝染30床、計180床）
- 1979年（昭和54年）4月2日 - 現市民病院開設（一般353床、結核15床、伝染30床、計398床）
- 1981年（昭和56年）4月1日 - 新病棟の使用開始（一般445床、結核15床、伝染30床、計490床）
- 1983年（昭和58年）8月1日 - 病床数変更（一般451床、結核9床、伝染30床、計490床）
- 1987年（昭和62年）10月8日 - 病床数変更（一般484床、結核12床、伝染30床、計526床）
- 1988年（昭和63年）4月1日 - 病床数変更（一般698床、精神20床、結核12床、伝染30床、計760床）
- 1995年（平成7年）11月24日 - 病床数変更（一般694床、結核12床、精神20床、伝染30床、計756床）
- 1996年（平成8年）9月1日 - NICU許可（3床）
- 1999年（平成11年）4月4日 - 病床数変更（一般694床、結核12床、精神20床、感染症6床、計732床）
- 2005年（平成17年）10月3日 - 地域医療サービスセンター開設
- 2005年（平成17年）12月16日 - 病床数変更（一般481床、療養35床、結核8床、精神20床、感染6床、計550床）
- 2006年（平成18年）7月1日 - セカンド・オピニオン外来受付開始
- 2009年（平成21年）2月23日 - 病床数変更（一般467床、療養35床、結核8床、精神20床、感染6床、計536床）
- 2009年（平成21年）4月1日 - 漢方内科開設
- 2012年（平成24年）4月1日 - 化学療法室開設

### 島田市立総合医療センター関係
- 2019年（令和元年）8月23日 - 島田市立総合医療センターに名称変更することを発表
- 2021年（令和3年）5月2日 - 島田市立総合医療センター開設（一般435床、結核4床、感染症6床、計445床）

## 診療科

### 内科系
- 総合内科
- 呼吸器内科
- 循環器内科
- 消化器内科
- 糖尿病・内分泌内科
- 血液内科
- 漢方内科
- 脳卒中科
- 神経内科
- 小児科
- 皮膚科
- 放射線診断科
- 放射線治療科
- 健診科
- 化学療法室
- 緩和ケア内科

### 外科系
- 外科
- 整形外科
- 形成外科
- 脳神経外科
- 呼吸器外科
- 泌尿器科
- 産婦人科
- 眼科
- 耳鼻咽喉科
- 歯科口腔外科
- 麻酔科
- 病理診断科

### 特殊系
- 救急科
- リハビリテーション科
- 健診センター
- 脳卒中センター

## 特徴
- セカンド・オピニオン外来がある。
- 当院の設置者である島田市は近隣に島田市立看護専門学校も設置しており、実習病院となっている。病院のWebサイトには専門学校の紹介もあり、専門学校のWebサイトへのリンクもある。

## 各種機関指定
- 保険医療機関（診療報酬点数表 甲）
- 救急告示医療機関
- 労災保険指定医療機関
- 母体保護法指定医
- 生活保護指定医療機関
- 身体障害者福祉法指定医の配置されている医療機関
- 指定自立支援医療機関（更生医療・育成医療）
- 結核指定医療機関
- 養育医療指定病院
- 原子爆弾被爆者一般疾病医療取扱病院
- 臨床研修指定病院

## 学会等研修施設
- 厚生労働省臨床研修指定病院
- 日本内科学会認定医制度教育病院
- 日本救急医学会救急科専門医指定病院（2008年（平成20年）1月1日～2010年（平成22年）12月31日）
- 日本がん治療認定医機構認定研修施設
- 日本外科学会外科専門医制度修練施設
- 日本乳癌学会認定医・専門医制度関連施設
- 日本大腸肛門病学会関連施設
- 日本消化器外科学会指定修練施設関連施設
- 日本消化器病学会教育関連施設
- 日本呼吸器外科学会指導医制度関連施設
- 日本胸部外科認定医認定制度指定の関連施設
- 呼吸器外科専門医認定機構関連施設
- 日本呼吸器学会認定医制度認定施設
- 日本呼吸器内視鏡学会専門医制度認定施設
- 日本麻酔科学会認定麻酔指導病院
- 日本整形外科学会専門医制度研修施設
- 日本循環器学会認定循環器専門医研修施設
- 日本脳神経外科学会専門医認定制度指定訓練場所
- 日本脳卒中学会専門医認定制度研修教育病院
- 日本糖尿病学会専門医制度認定教育施設
- 日本病態栄養学会認定栄養管理・NST実施施設
- 日本静脈経腸栄養学会・NST稼動施設
- 日本栄養療法推進協議会・NST稼動施設
- 日本静脈経腸栄養学会・栄養サポートチーム専門療法士実地修練施設
- 日本泌尿器科学会専門医教育施設
- 日本周産期・新生児医学会周産期新生児専門医暫定研修施設
- 日本核医学会専門医教育病院
- 日本眼科学会専門医制度研修施設
- 日本血液学会専門医研修施設
- 日本形成外科学会専門医制度教育関連施設
- 日本耳鼻咽喉科学会専門医制度研修施設
- 日本気管食道科学会認定気管食道科専門医研修施設（咽喉系）
- 日本腎臓学会研修施設
- 日本透析医学会教育関連施設
- 日本皮膚科学会認定専門医研修施設
- 日本精神神経学会精神科専門医制度研修施設
- 日本超音波医学会認定超音波専門医制度研修施設
- 日本病理学会病理専門医制度登録施設
- 日本臨床細胞学会認定施設
- 日本プライマリ・ケア学会認定研修施設
- 日本病院会優良二日ドック施設
- 日本口腔外科学会認定医制度研修機関

## アクセス
- しずてつジャストライン金谷島田病院線・島田静波線「島田市立総合医療センター」停留所下車すぐ。（JR東海道線島田駅から島田市立総合医療センター行バスで8分。どちらの路線とも、平日のみ運行。）
- 島田市コミュニティバス大津線「島田市立総合医療センター」停留所下車すぐ。（JR東海道線島田駅から天徳寺行バスで8分。年末年始は運休。）
- 国道1号藤枝バイパス・島田金谷バイパス 野田ICより1分。